# Barbara Barrie
Barbara Barrie (født Barbara Ann Berman; 23. maj 1931) var en amerikansk skuespiller og forfatter. Hendes filmgennembrud kom i 1964 med sin præstation som Julie i den skelsættende film Giv mig mit barn, for hvilken rolle hun vandt prisen for bedste skuespillerinde ved Filmfestivalen i Cannes. Hun er bedst kendt for sin rolle som Evelyn Stoller i Udbrud, som bragte hende en nominering til en Oscar for bedste kvindelige birolle i 1979 og en Emmy Award nominering i 1981, da hun genoptog rollen i tv-serien, som er baseret på filmen.
Barrie også er kendt for sit omfattende arbejde på teatret, der tæller en Tony Award nominering for bedste skuespiller i en musical i 1971 for rollen som Sarah i Stephen Sondheim's Company.